# Colin Fox (Politiker)

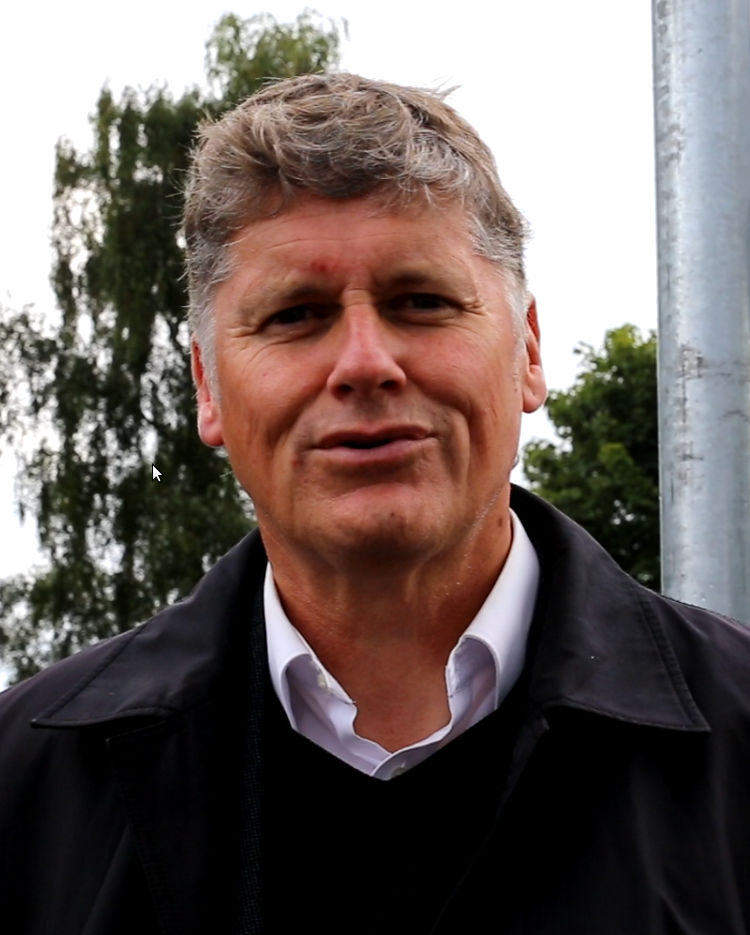
Colin Fox (2015)

Colin Fox (* 17. Juni 1959 in Edinburgh) ist ein schottischer Politiker und Mitglied der Scottish Socialist Party (SSP).

## Politischer Werdegang
Fox besuchte die Our Lady’s School in Motherwell und das Bell College in Hamilton. Zunächst war er in der Jugendorganisation der Labour Party aktiv, wurde dann jedoch Gründungsmitglied der SSP. Bei den ersten Schottischen Parlamentswahlen im Jahre 1999 war Fox auf dem ersten Rang der Regionalwahlliste seiner Partei in der Wahlregion Lothians gesetzt. Da die SSP in dieser Region nur rund 1,6 % der Zweitstimmen erringen konnte, verpasste Fox den Einzug in das neugeschaffene Schottische Parlament deutlich. Um das Direktmandat eines einzelnen Wahlkreises bewarb sich Fox nicht. Ebenfalls 1999 kandidierte er auf der Wahlliste zur Europawahl, gewann jedoch kein Mandat. 2001 und später nochmal im Jahre 2003 bewarb er sich erfolglos um einen Sitz im Stadtrat von Edinburgh. Zu den Britischen Unterhauswahlen 2001 war Fox für den Wahlkreis Edinburgh South aufgestellt. Er konnte 2,5 % der Stimmen auf sich vereinen und verfehlte das Direktmandat damit deutlich.
Bei den Schottischen Parlamentswahlen 2003 nahm Fox abermals den ersten Rang auf der Regionalwahlliste seiner Partei in der Wahlregion Lothians ein. Auf Grund des Wahlergebnisses gelang ihm erstmals der Einzug in das Schottische Parlament. Nachdem Parteichef Tommy Sheridan 2004 vom Parteivorsitz zurücktrat und schließlich 2006 die neue Partei Solidarity gründete, bildeten zunächst alle SSP-Abgeordneten zusammen die Parteispitze. In einer knappen Abstimmung wurde gegen Ende des Jahres 2004 beschlossen wieder einen einzelnen Parteichef zu wählen. Im Februar 2005 wurde Fox zum neuen Parteichef gewählt. Später wurde eine Doppelspitze installiert und Fox führt seitdem die Partei zusammen mit Frances Curran. Auch bei den Parlamentswahlen 2007 war Fox Spitzenkandidat der SSP in Lothians, verlor jedoch infolge des Wahlergebnisses sein Mandat und schied aus dem Parlament aus. Auch bei den folgenden Wahlen im Jahre 2011 trat Fox als Spitzenkandidat an, verpasste jedoch den abermaligen Einzug ins Parlament.

## Kontroverse
Um auf die fehlenden Vorkehrungen des Parlaments zur Sicherstellung des Rechts auf Demonstrationen vor dem Gleneagles Hotel im Rahmen des G8-Treffens im Jahre 2005 hinzuweisen, störte Fox mit einigen Parteikollegen die Fragestunde des Parlaments. In der Folge wurde er zusammen mit drei weiteren SSP-Politikern für einen Monat aus dem Parlament ausgeschlossen. Seine monatlichen Bezüge, wie auch die seiner Angestellten, wurden einbehalten.